# Inka Grings
Inka Grings (Düsseldorf, 31 ottobre 1978) è un'ex calciatrice e allenatrice di calcio tedesca, di ruolo attaccante, tecnico del Club YLA.

## Carriera

### Calciatrice

#### Club

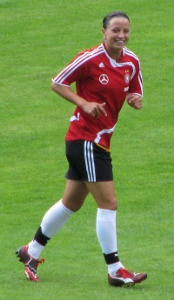
Grings nel 2009 con la maglia del.

La sua carriera calcistica inizia nelle giovanili del TSV Eller 04. Trascorre poi cinque anni al Garather SV, per essere successivamente ingaggiata dal Rumeln-Kaldenhausen nel 1995, società che due stagioni più tardi muta il nome in FCR Duisburg 55 e dal 2001 assume la nuova denominazione di 2001 Duisburg, squadra di cui diviene, nel giro di poco tempo, uno dei pilastri portanti. È stata insignita del premio Miglior Calciatrice Tedesca dell'Anno nel 1999 ed è stata capocannoniere della Frauen-Bundesliga nei seguenti anni: 1999, 2000, 2003, 2008 e 2009. Questo l'ha resa una delle più prolifiche calciatrici tedesche di sempre. Nel 2000 ha anche fissato il record di gol in una stagione, arrivando a quota 38 reti. Lo stesso anno ha vinto il campionato tedesco, sempre con l'FCR 2001 Duisburg.
Con la chiusura per bancarotta della società, Grings si trasferì in Svizzera, firmando un accordo con il Zurigo per giocare in Lega Nazionale A, il massimo livello del campionato di calcio femminile svizzero. Con il Zurigo gioca due stagioni, contribuendo a conquistare consecutivamente il titolo di campione (2011-2012 e 2012-2013) e due Coppe Svizzere.
Nell'estate 2013 accetta la proposta del Chicago Red Stars per trasferirsi negli Stati Uniti d'America e giocare in National Women's Soccer League (NWSL), primo livello del campionato statunitense per la seconda parte della prima stagione del campionato, condividendo con le compagne il sesto posto in classifica.
Conclusasi l'esperienza americana Grings decide di tornare in patria, sottoscrivendo un contratto con il Colonia per quella che sarà la sua ultima stagione nel calcio giocato.

#### Nazionale

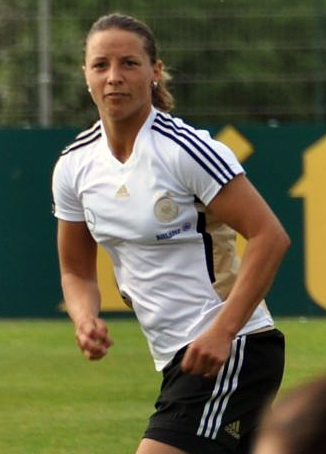
Grings con la maglia della nazionale tedesca nel 2011.

Nel periodo tra il 1996 e il 2012 Grings ha indossato la maglia della nazionale tedesca, partecipando a tre campionati europei, Norvegia-Svezia 1997, Inghilterra 2005 e Finlandia 2009, conquistandoli tutti, due mondiali, Stati Uniti 1999 e quello casalingo del 2011, giungendo sino ai quarti di finale in entrambi, e a un'Olimpiade, quella di Sydney 2000, dove nel torneo di calcio femminile la Germania ottiene la medaglia di bronzo.
Assieme a Birgit Prinz, Grings è una delle calciatrici che hanno segnato più reti (64) per la nazionale tedesca, nella quale debuttò il 5 maggio 1996 in una partita contro la Finlandia.

### Allenatrice
Con l'istituzione della sezione femminile dell'MSV Duisburg del 2014, assorbendo il 2001 Duisburg che chiuse per bancarotta al termine della stagione 2013-2014, la squadra venne affidata a Grings, alla sua prima esperienza come allenatrice. Basata prevalentemente sul settore giovanile, grazie alla posizione del 2001 Duisburg venne iscritta alla stagione 2014-2015 di Frauen-Bundesliga, ma non riuscì a essere competitiva navigando sempre nella parte bassa della classifica. La stagione terminò con 17 punti e l'undicesimo posto, a 2 punti dal neopromosso Sand e dalla salvezza, con sole 3 vittorie su 22 incontri retrocedendo in 2. Frauen-Bundesliga.
Inserita nel girone Nord della 2. Fußball-Bundesliga, la squadra affrontò la stagione entrante con più efficacia conquistando fin dall'inizio posizioni di vertice. Sempre alla guida tecnica di Grings l'MSV vinse tutti i 22 incontri di campionato, riconquistando la Bundesliga per il campionato 2016-2017. La stagione entrante si rivela difficile, con un organico ancora in difficoltà nell'affrontare avversarie dalla maggiore caratura tecnica, tuttavia Grings riesce a guidare la propria squadra appena fuori dalla zona retrocessione, concludendo il campionato al decimo e ultimo posto utile per la salvezza, con 16 punti ottenuti grazie a 4 vittorie, 4 pareggi e 14 sconfitte, 7 in più dell'inseguitrice Bayer Leverkusen.
Dall'aprile 2017 le viene affidato l'incarico di responsabile tecnico della squadra Under-17 del Viktoria Colonia, formazione che partecipa alla B-Junioren-Bundesliga.
Il 21 novembre 2022 viene annunciata come allenatrice della nazionale femminile della Svizzera, succedendo al dimissionario Nils Nilsen, incarico formalmente assunto dal 1º gennaio 2023.
Il suo percorso come ct si è però rivelato poco produttivo, vincendo solo un incontro sui 14 disputati sotto la guida di Grings. La Svizzera non riesce a superare gli ottavi di finale nel Mondiale di Australia e Nuova Zelanda 2023, eliminata con un pesante 5-1 dalla Spagna, nazionale che in altre due occasioni durante la fase a gironi della UEFA Women's Nations League la supera con risultati tennistici (5-0 e 7-1), minando definitivamente la fiducia della squadra e della dirigenza della Federcalcio svizzera dopo la probabile retrocessione in Lega B. Tutto ciò porta alla comunicazione del 17 novembre rendendo nota la decisione di interrompere consensualmente la collaborazione prima della conclusione del torneo, nazionale affidata ad interim alla guida di Reto Gertschen.

## Palmarès

### Calciatrice

#### Club

##### Titoli nazionali
- Campionato tedesco: 1

FCR Duisburg 55: 1999-2000
- Coppa di Germania: 2

FCR Duisburg 55: 1998-1999
FCR 2001 Duisburg: 2008-2009
- DFB Indoor Cup: 2

FCR Duisburg 55: 1995, 2000

##### Titoli internazionali
- UEFA Women's Cup: 1

FCR 2001 Duisburg: 2008-2009

#### Nazionale
- Campionato europeo femminile di calcio: 3

Norvegia-Svezia 1997, Inghilterra 2005, Finlandia 2009

#### Individuale
- Calciatrice tedesca dell'anno: 3

1999, 2009, 2010
- Capocannoniere della Frauen-Bundesliga: 6

1998-1999 (25 reti), 1999-2000 (38 reti), 2002-2003 (20 reti), 2007-2008 (26 reti), 2008-2009 (29 reti), 2009-2010 (25 reti)
- Capocannoniere del campionato svizzero: 1

2012-2013 (40 reti (38+2))
- Capocannoniere del Campionato europeo femminile di calcio: 2

2005, 2009

### Allenatrice

#### Club

##### Titoli nazionali
- Campionato tedesco di seconda divisione: 1

MSV Duisburg: 2015-2016
- Campionato svizzero: 1

Zurigo: 2021-2022